# قلعه لای بید
 لای بید، روستایی از توابع بخش باغ بهادران شهرستان لنجان در استان اصفهان ایران است.
از لقب اکثریت مردم که ایزدی هستند (برگرفته از القاب باری تعالی) اینطور استنباط می‌گردد که نیاکان و اجداد این روستا انسانهایی خداپرست و متدین بوده‌اند.
اجداد و نیاکان این روستا جز عشایر ترک نشین استان فارس در نزدیکی فیروزآباد و زادگاه اصلی آنها در ییلاق دشت ارژن استان فارس و در قشلاق سبزه کوه چهارمحال و بختیاری بوده‌است که پس از قانون اسکان عشایر در دوره رضاخان پهلوی به دلیل وجود قناتهای متعدد و زمین حاصلخیز روستای لای بید و همچنین همجواری با راه ارتباطی اصفهان شهرکرد (دهکرد) این محل را جهت سکونت برگزیدند و مشغول زراعت برای اربابان آن زمان و مالکان اصلی زمین‌های زراعی این روستا شدند و به مرور زمان دیگر کوچ نکردند و پس از قانون تقسیم اراضی در دوره رضاخان و کنار رفتن اربابان و وقف کردن اکثریت زمین‌ها برای حرم حضرت علی (ع) در نجف اهالی روستا به عنوان رعیت زمین‌های موقوفه مشغول کشاورزی شدند و هر ساله سهم الوقف زمین را که مقدار ناچیز هم بود جهت باسازی حرم به نجف می‌فرستادند و اینگونه بود که روستای لای بید بنا شد.
روستای لایبید با مختصات ۵۱ درجه و ۱۲ دقیقه طول شرقی و ۳۲ درجه و ۱۸ دقیقه عرض شمالی و ارتفاع تقریبی ۲۱۰۰ متر از سطح دریا، دارای میانگین دمای سالانه ۱۴ درجه سانتیگراد بالای صفر و در یک ناحیه معتدل نیمه کوهستانی واقع شده‌است. این روستا در شصت وپنج کیلومتری جنوب غرب شهر اصفهان و درشهرستان لنجان بخش باغبادران و درامتداد جاده اصفهان-شهرکرد قرار دارد. ازطرف شمال به روستای همام (در قدیم دِه امام) وکوه زیبای پیشَمبِدی- در زبان محلی – (یا پیرشمس الدین یا پیر شمع الدین) و ازجنوب به شهر چرمهین و کوه رخ، از شرق به شهر باغبادران و ازغرب به روستای حاجت آقا منتهی می‌گردد. دارای آب و هوایی مناسب برای تولید اکثرمحصولات کشاورزی است. شرایط آب و هوا در این روستا بسیار مناسب و تغییر فصول در آن به خوبی محسوس و دقیق است و شاید کمتر جایی در کشور ایران بتوان یافت که دگرگونی فصل در آنجا تا این اندازه قابل ملاحظه و به موقع باشد. این روستا دارای چندین مزرعه و قنات به نامهای لایبید، حاجت آقا، شاهسواربگ، زیراب، کله شادی، سنجدی، محمودآباد، علمدار، ایزدآباد، چغادزدان ودره گرگی می‌باشد. متأسفانه مشکل فراگیر خشکسالی و کمبود آب باعث شده علی‌رغم وجود زمینهای مناسب و مستعد کشاورزی بیشتر زمینها بایر و بدون کشت بماند. محصول اغلب این روستا گندم، جو، گردو وبادام است که با توجه به مشکل کمبود آب در چند سال گذشته از میزان کشت گندم و جو تا حد چشمگیری کاسته شده و در مقابل، توجه کشاورزان به کشت زعفران، به دلیل سازگاری اش با این منطقه و به عنوان گیاهی که نیاز به آب بسیار کمی دارد، معطوف شده‌است.

## مساحت زمین‌های کشاورزی
لای بید دارای حدود ۶۰۰هکتار زمین زراعی و باغات می‌باشد که به دلیل خشکسالی کمتر از ۴۰ هکتار آن زیر کشت درختهایی چون گردو و بادام و زراعتی چون گندم و جو است.
ارتفاع از سطح دریا ۱۹۰۰متر

## فرهنگ و تمدن
از فرهنگ و تمدین این خطه که با معماری اصیل ایرانی معجون شده‌است حمام عمومی یا حمام کهنه با خزینه می‌باشد.

## موقعیت جغرافیایی
روستای لایبید واقع در ۵ کیلومتری شهر باغبهادران از توابع شهرستان لنجان می‌باشد و در همجواری جاده اصلی اصفهان شهرکرد با آب و هوایی نسبتاً کوهستانی واقع شده‌است.

## جمعیت
این روستا در دهستان زیرکوه قرار دارد و براساس سرشماری مرکز آمار ایران در سال ۱۳۸۵، جمعیت آن ۸۱۰ نفر (۱۸۹خانوار) بوده‌است.

## روستای لایبید در دوران دفاع مقدس
روستای لایبید قبل از انقلاب به عنوان یکی از روستاهای مطرح در سطح منطقه از جایگاه ویژه ای برخوردار بود. بعد از انقلاب و به خصوص در دوران جنگ نیز در زمینه‌های مذهبی، سیاسی، اجتماعی وفرهنگی نقش بسزایی ایفا نمود. این روستا دارای هشت شهید به نامهای: حسنعلی ایزدی، کهزاد صادقی، منصور صادقی، احمد ایزدی، رضا ایزدی، سعید غلامی، کیامرز ایزدی و قباد ایزدی است. همچنین تعداد زیادی از ساکنان این روستا از ایثارگران دوران جنگ تحمیلی هستند.